# Српска читаоница у Сомбору
Српска читаоница у Сомбору је основана 12./24. марта 1845. године.
То је најстарија и у своје вријеме најбогатија српска читаоница у Краљевини Угарској. На почетку је имала 64 члана оснивача, а 1895. је био жив још само један од оснивача, трговац, Јоца Јанковић, који је тада имао 85 година. До 1884. године читаоница није имала своју зграду него је изнајмљивала простор на више локација. Те године је на приједлог члана Симе Бикара, купљено земљиште и изграђена зграда за потребе читаонице. Главна читаоничка сала је била опремљена богатим намјештајем а могла је примити око 150 људи. До ње је била мања сала за разговор и одмарање, а трећа сала је имала билијар и књижницу. На згради је до данас остао натпис Српска читаоница. Први предсједник читаонице био је Тона Коњевић. Чланови су се дијелили на осниваче, који су плаћали 36 форинти, и помагаче - редовне чланове, који су плаћали 4 форинте годишње. 1895. године предсједник је био адвокат, др Стеван Кронић и под његовом управом је прослављена педесетогодишњица њеног постојања. Читаоница је имала и своју заставу од плаве свиле са тракама у бојама српске тробојнице. Са једне стране је био лик св. Саве, а са друге стране је био лик Андрије Првозваног који је био крсна слава читаонице.
По другим изворима зграда је у стилу еклектицизма подигнута 1882. године а освјештана је исте године на дан св. Андрије Првозваног. Читаоницу је десет година предводио Лаза Костић по којем се она данас и назива, иако је зграда изгубила првобтитну функцију. Захваљујући дарованим сликама најпознатијих сомборских здања и портретима 20 "најславнијих мужева читаоничких" сликара Саве Стојкова, данас је она један од најплеменитијих простора за културне активности и својеврсна галерија.. У приземљу зграде данас се налазе банка и продавница одјеће.